# Yosuke Kashiwagi
Yosuke Kashiwagi (柏木 陽介, Kashiwagi Yosuke, Kobe, 15 december 1987) is een Japans voetballer die als middenvelder speelt bij Urawa Red Diamonds.

## Clubcarrière
Yosuke Kashiwagi speelde tussen 2006 en 2009 voor Sanfrecce Hiroshima. Hij tekende in 2010 bij Urawa Red Diamonds.

## Japans voetbalelftal
Yosuke Kashiwagi debuteerde in 2010 in het Japans nationaal elftal en speelde 16 interlands.

## Statistieken
| Japans voetbalelftal | Japans voetbalelftal | Japans voetbalelftal |
| Jaar                 | Wed.                 | Dlp.                 |
| -------------------- | -------------------- | -------------------- |
| 2010                 | 1                    | 0                    |
| 2011                 | 2                    | 0                    |
| 2012                 | 1                    | 0                    |
| 2013                 | 0                    | 0                    |
| 2014                 | 0                    | 0                    |
| 2015                 | 3                    | 0                    |
| 2016                 | 4                    | 0                    |
| Totaal               | 11                   | 0                    |